# Ein heißer Coup
Ein heißer Coup (Originaltitel: Where the Money Is) ist eine US-amerikanische Kriminalkomödie aus dem Jahr 2000. Regie führte Marek Kanievska, das Drehbuch schrieben E. Max Frye, Topper Lilien und Carroll Cartwright.

## Handlung
Der inhaftierte Bankräuber Henry Manning täuscht einen Schlaganfall vor, worauf er in eine Pflegeanstalt verlegt wird. Er gerät dort an die Krankenschwester Carol MacKay, die Mannings Tarnung durchschaut. Carol, die seit der High School mit Wayne verheiratet ist und sich langweilt, ist von Henry fasziniert. Nachdem sie Henry enttarnt hat, berichtet er ihr, wie er sich lange auf das Spielen des Schlaganfallpatienten vorbereitet hat.
Zunächst überredet Carol den Sträfling zu einem weiteren Bankraub und kann auch ihren Mann Wayne dazu bringen, sich der Unternehmung anzuschließen. Sie überfallen einen Geldtransporter, fesseln die Fahrer und holen als Fahrer verkleidet das Geld bei den Kunden ab. Der Coup gelingt. Wayne nimmt das Geld mit nachhause, um es zu zählen. Carol bringt Henry zurück ins Krankenhaus, wo er weiter den Kranken spielt.
Als Henry jedoch unerwartet in ein Gefängniskrankenhaus verlegt werden soll, entschließt sich Carol, dies nicht zuzulassen. Sie überfällt den Krankentransport und flieht mit Henry zu Wayne. Vorgewarnt hat dieser jedoch die Polizei informiert und Carol und Henry verraten. Als die Polizei das Haus einkreist, entschließt sich Carol, sich nicht zu ergeben. Wayne verlässt das Haus und wird von der Polizei festgenommen.
Henry flüchtet in einem Auto und lenkt damit die Aufmerksamkeit der Polizei auf sich, so dass Carol unbemerkt mit dem erbeuteten Geld entkommen kann. Nach einer rasanten Autofahrt sieht man Henrys Wagen in einen Fluss stürzen. Das Auto geht unter. Wayne ist entsetzt. Doch die letzte Szene zeigt Carol mit Henry in einem Juweliergeschäft. Während Carol den Juwelier ablenkt, spielt Henry wieder den Kranken und richtet von seinem Rollstuhl aus seinen Blick auf die glitzernden Schmuckauslagen.

## Kritiken
Roger Ebert schrieb in der Chicago Sun-Times vom 14. April 2000, die Handlung sei unsinnig, was die Darstellungen des „selbstsicheren“ Paul Newman und der „gelassenen“ Linda Fiorentino ausgleichen würden. Der Film habe eine „geringfügig klügere Handlung“ als Diamonds mit Kirk Douglas, wesentlich intelligentere Dialoge und biete den beteiligten Darstellern Möglichkeiten, ihre menschlichen Qualitäten zu zeigen. Nach dem Ansehen wolle man Paul Newman in einem anderen Film sehen – nach dem Ansehen von Diamonds wolle man längere Zeit gar keinen Film sehen.
Das Lexikon des internationalen Films schrieb, der Film sei eine „verhalten inszenierte Kriminalkomödie um zwei Menschen, die ihren Alltagssituationen entfliehen wollen“. Er sei „weder sonderlich spannend noch übermäßig humorvoll“ und biete „in erster Linie hervorragende Schauspielerleistungen“.
Die Zeitschrift Cinema schrieb, Paul Newman lande mit diesem Film „einen passablen Treffer“. Der Regisseur setze „voll auf das Charisma seiner Hauptakteure“, was ein gutes Ergebnis bringe. Linda Fiorentino spiele „brillant“.

## Hintergründe
Der Film wurde in Montreal gedreht. Seine Produktionskosten betrugen schätzungsweise 18 Millionen US-Dollar. Der Film spielte in den Kinos der USA ca. 5,66 Millionen US-Dollar ein.